# 家鴉

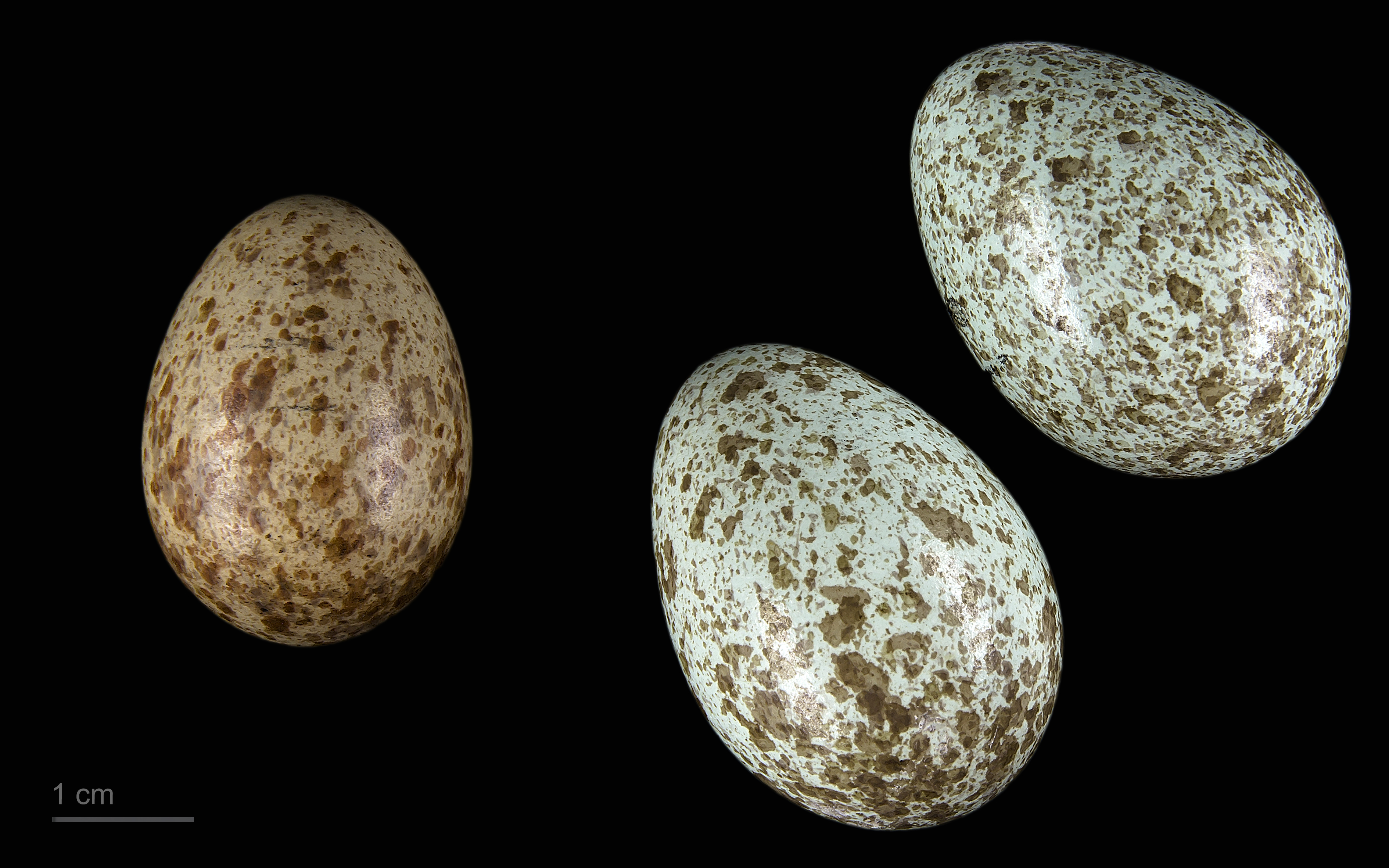
噪鵑蛋（左）混在家鴉蛋中

家鴉（學名：Corvus splendens）又稱家烏鴉、可倫坡鴉，是亞洲常見的鴉科鳥類，屬定棲和群居動物。牠的大小介乎寒鴉和小嘴烏鴉之間，約40厘米長，但比這兩種鴉類為瘦小。家鴉的額、冠、喉的毛色深黑而富光澤，頸和胸呈淺灰褐，翼、尾和足部則為黑色。而不同地區的家鴉，喙的厚度和毛色深淺，皆略有不同。
家鸦的平均体重约为293.5克，一般生活于山谷河流两侧的高大乔木上、亦见于平原耕地附近以及甚至居民点附近。该物种的模式产地在孟加拉。

## 分佈和習性
家鴉廣泛分佈於南亞地區，原居於印度、巴基斯坦、斯里蘭卡、馬爾代夫、拉克沙群島、泰國西南邊和伊朗的南部海岸。因為人類的交通往來，家鴉亦隨之傳入其他地區，亦由農村轉入城市生活，例如家鴉已傳入東非蘇丹港和鄰近的桑給巴爾地區，更早於1920年代透過輪船傳到澳洲，但已幾近撲滅。
家鴉的生存與人類活動息息相關，牠們多居於城市地區、船塢、農地、紅樹林和海岸之間，尤其城市化入侵家鴉的棲息地，而家鴉屬雜食性的食腐動物，大量的都市廢物正為家鴉提供糧食。另外，一般認為家鴉都比較聰明和兇勇，能瞬速察覺被獵殺的危險，不易撲滅。牠們多數大量集結於食物來源，例如屠宰場和菜市場。

### 覓食
家鴉的主要食糧是人類的垃圾、小型爬行動物、昆蟲、無脊椎動物或農作物等，大部份食物取自地面，但有時亦獵食樹上的鳥蛋和幼鳥，幾乎任何能進食的東西，都會成為家鴉的目標，是十分「機會主義」的鳥類。

### 繁殖
在印度，家鴉的繁殖期乃3月至12月之間，馬來西亞則在4至6月。根據印度的紀錄，家鴉的巢由樹枝末稍組成，有時亦包括成盤纏狀電線和纖維。每棵樹或會有多個烏巢，但大多會離地面3米或以上。家鴉在每個巢產蛋約3至6隻，蛋色淡灰藍，帶有褐色斑點和條紋。在南亞區，噪鵑（"Eudynamys scolopaceus"）亦會寄生於家鴉的巢上。

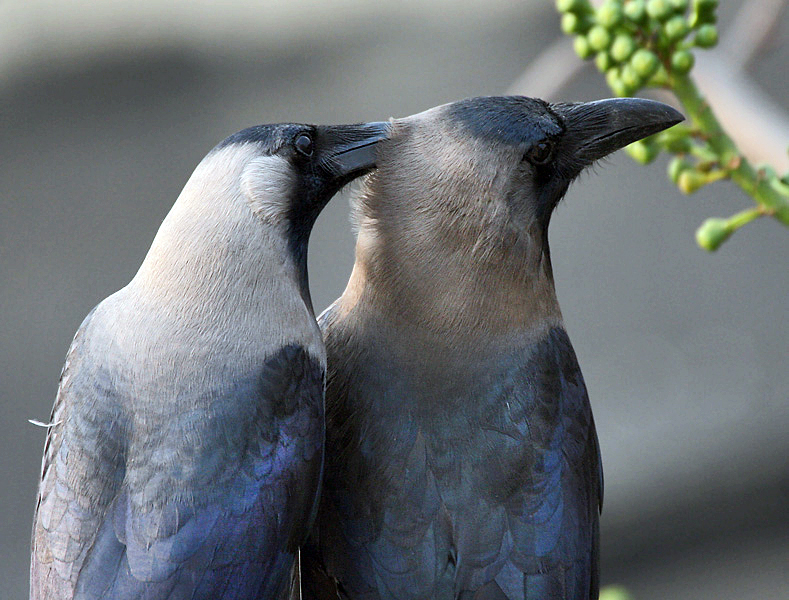
加尔各答两只正在整理羽毛的家鸦

## 分类

### 亚种
- 西南家鸦（学名：Corvus splendens insolens）分布于缅甸、泰国以及中国大陆的西藏、云南等地。该物种的模式产地在缅甸Tenasserim。[5]

## 對自然生態和社會的影響
在印度，家鴉會損害農作物，例如小麥和玉米，對果園水果的破壞尤其嚴重，外來的家鴉亦會襲擊其他原生鳥類，摧毀烏巢，更捕食鳥蛋和幼鳥，危害生物多樣性。另外，家鴉亦可能將外來的病毒帶入本土，加上家鴉多從都市廢物中覓食，成為疾病的傳播媒介。在香港，外來的家鴉群居於深水埗、長沙灣、九龍仔公園一帶，根據香港政府2004年的統計，約250隻家鴉在這一帶出沒，部分更集居於住宅區，例如麗閣邨更多次發現帶有H5N1禽流感的家鴉屍體，對居民構成潛在威脅。

### 視像連結
- 家鴉（页面存档备份，存于）
- 家鴉
- House Crow videos（页面存档备份，存于）